# ربکا واکر
ربکا واکر (انگلیسی: Rebecca Walker، زاده ۱۷ نوامبر ۱۹۶۹) نویسنده آمریکایی است.
از فیلم‌های معروف او می‌توان به بازی در فیلم رنگ‌های بنیادین اشاره کرد.